# Abtei Saint-Thierry

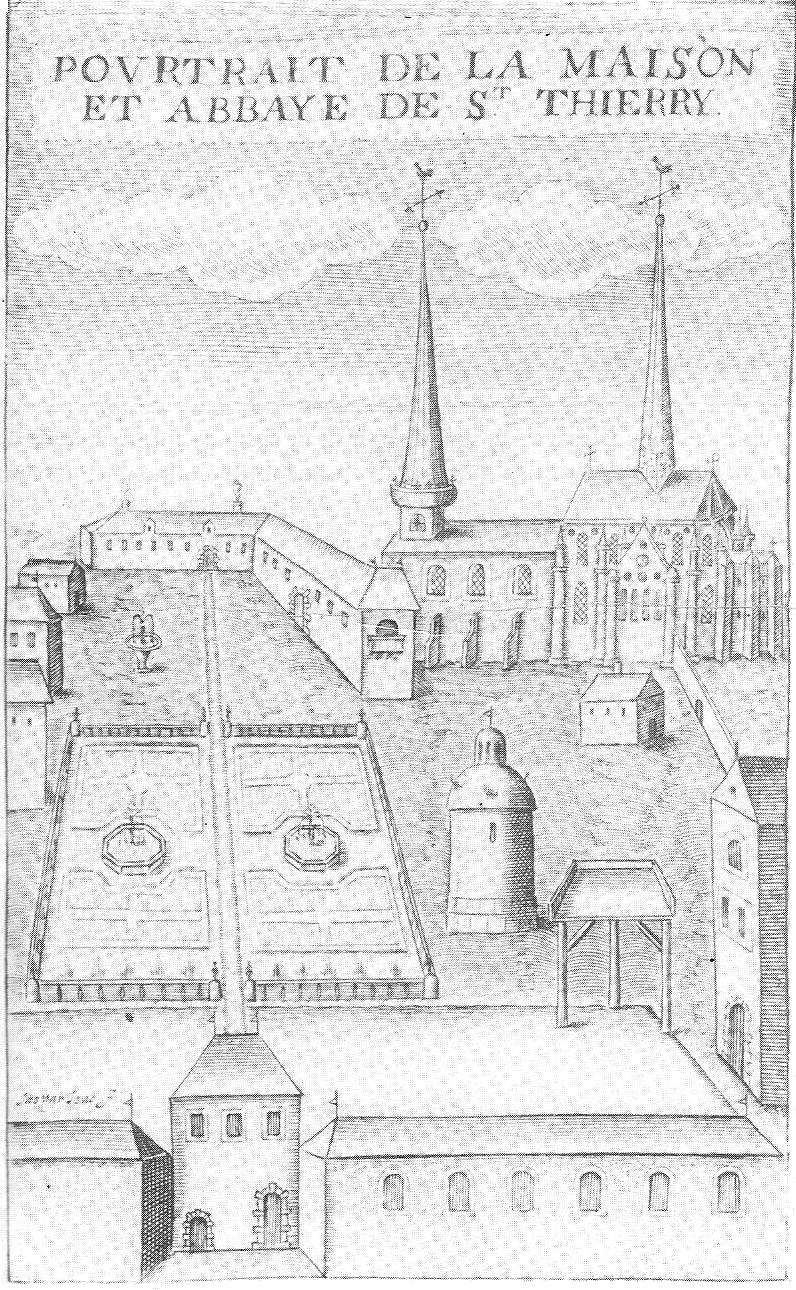
1658

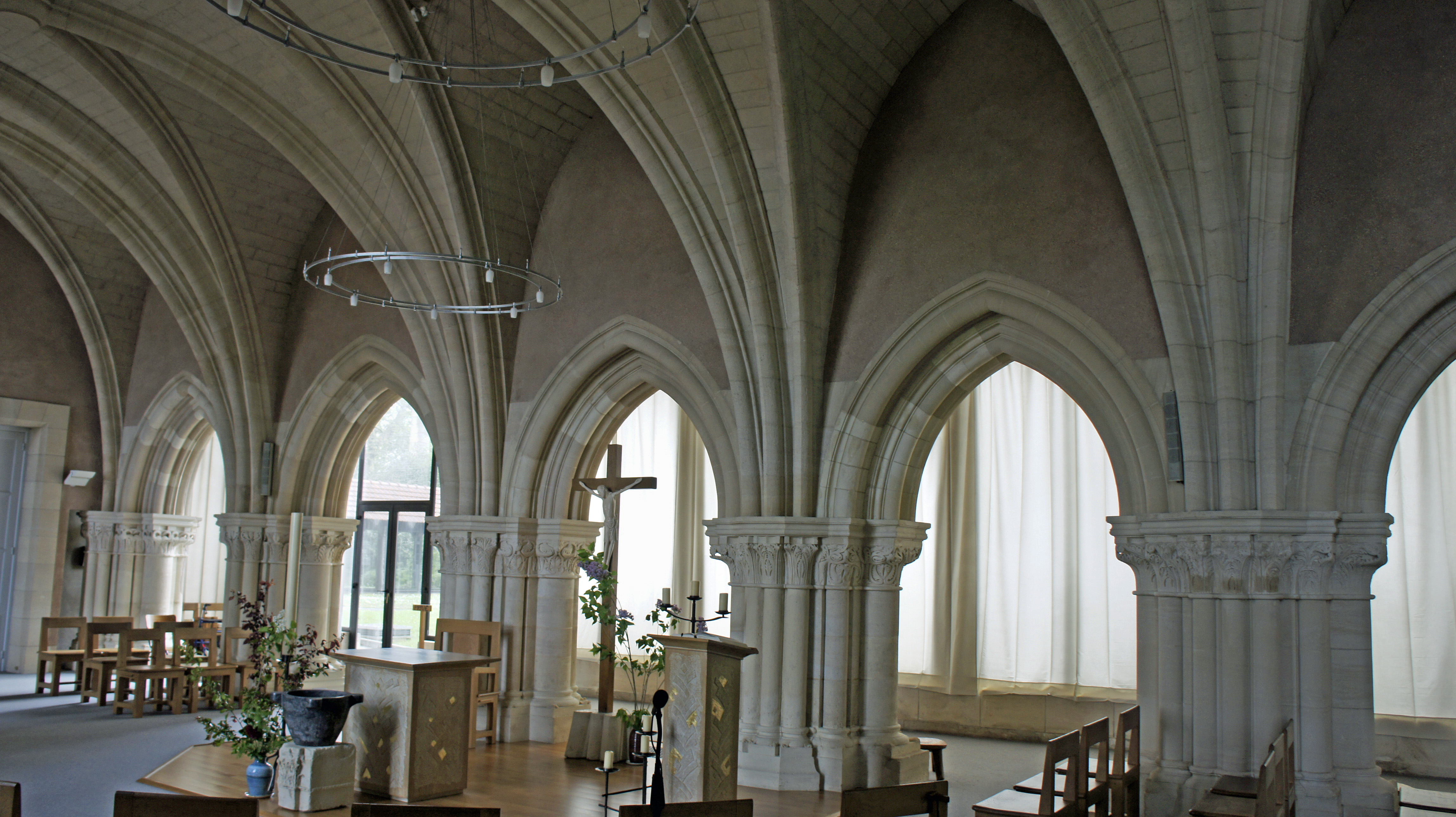
Der als Klosterkirche genutzte ehemalige Kapitelsaal

Die Abtei Saint-Thierry war von 974 bis 1695 ein Kloster der Benediktiner und ist seit 1968 ein Kloster der Benediktinerinnen der Heiligen Bathilde in Saint-Thierry im Département Marne (Erzbistum Reims) in Frankreich. Die Klostergebäude sind seit 1926 als Monument historique klassifiziert.

## Geschichte
Theoderich von Reims, Schüler des Remigius von Reims, gründete um 500 nordwestlich Reims auf dem Mont d’Hor das Kloster Sankt Bartholomäus (nach dem Apostel Bartholomäus). 974 besiedelte Erzbischof Adalbero von Reims das Kloster mit Benediktinern und schenkte ihnen die Reliquien des Theoderich (französisch: Thierry), sodass es mit der Zeit den Namen Saint-Thierry annahm. Der berühmteste Abt war von 1121 bis 1135 der spätere Zisterzienser Wilhelm von Saint-Thierry.
Ab 1627 gehörte das Kloster den Maurinern. 1696 wurde es aufgelöst und in eine Zweitresidenz des Erzbischofs umgewandelt. Die Mönche gingen nach Reims, kamen aber teilweise später wieder zurück und wurden 1777 endgültig vertrieben. Das Kloster wurde bis auf den heute noch vorhandenen Kapitelsaal aus dem 12. Jahrhundert während der Französischen Revolution zerstört. 
1968 kam es zur Wiederbesiedelung durch die von Marguerite Waddington-Delmas gegründeten Benediktinerinnen der Heiligen Bathilde (auch: Benediktinerinnen von Vanves). Heute leben dort 23 Schwestern.

### Handbuchliteratur
- Laurent Henri Cottineau: Répertoire topo-bibliographique des abbayes et prieurés. Bd. 2. Protat, Mâcon 1939–1970. Nachdruck: Brepols, Turnhout 1995. Spalte 2901–2902.
- Gallia Christiana 9, Sp. 180–195 (S. Theodericus, mit Äbteliste bis 1696).
- Philippe Méry: Abbayes, prieurés et couvents de France. Editions du Crapaud, La Roche-sur-Yon 2013, S. 202.